# Silurichthys
Silurichthys es un género de peces de la familia Siluridae en el orden de los Siluriformes, distribuidos por ríos y lagos de Asia.

## Especies
Las especies de este género son:
- Silurichthys citatus Ng & Kottelat, 1997
- Silurichthys gibbiceps Ng & Ng, 1998
- Silurichthys hasseltii Bleeker, 1858
- Silurichthys indragiriensis Volz, 1904
- Silurichthys ligneolus Ng & Tan, 2011
- Silurichthys marmoratus Ng & Ng, 1998
- Silurichthys phaiosoma (Bleeker, 1851)
- Silurichthys sanguineus Roberts, 1989
- Silurichthys schneideri Volz, 1904